# التاج فی اخلاق الملوک
التاج فی اخلاق الملوک، کتابی منسوب به جاحظ (۱۶۰–۲۵۵ ق) است. این کتاب از آثاری است که توسط احمد زکی پاشا (قاهره ۱۹۱۴) چاپ شده‌است. بنابر برخی از شواهد به دست آمده احتمالاً نویسندهٔ اصلی آن جاحظ نبوده بلکه عالمی از قرن سوم به نام حارث بن محمد تغلبی/ ثعلبی بوده‌است.